# Ballarat
Ballarat è una città australiana situata nello Stato di Victoria approssimativamente a 105 chilometri a nord-ovest dalla capitale Canberra. È la terza città più popolosa dello Stato con 94 088 abitanti.

## Storia
Il 3 dicembre 1854 a Ballarat ha avuto luogo la ribellione di Eureka, l'unica rivolta armata civile nella storia australiana che contribuì alla nascita della democrazia in questo Stato.